# (12649) Асканий
(12649) Асканий (лат. Ascanios) — троянский астероид Юпитера, двигающийся в точке Лагранжа L5, в 60° позади планеты. Астероид был открыт 17 октября 1977 года голландскими астрономами К. Й. ван Хаутеном, И. ван Хаутен-Груневельд и Томом Герельсом в Паломарской обсерватории и назван в честь Аскания, одного из персонажей древнегреческой мифологии.

Орбита астероида Асканий и его положение в Солнечной системе